# Kamil Kosowski
Kamil Kosowski (nacido el 30 de agosto de 1977 en Ostrowiec Świętokrzyski) es un futbolista polaco retirado que jugaba como mediocampista. 
En la primera liga polaca ha jugado 222 partidos y ha marcado 15 goles. En la selección ha jugado 52 partidos (también en la Copa Mundial de 2006) y ha marcado 4 goles.

## Selección nacional
Ha sido internacional con la Selección de fútbol de Polonia, ha jugado 54 partidos internacionales y ha anotado 4 goles.

## Clubes
| Club                             | País       | Año       |
| -------------------------------- | ---------- | --------- |
| Górnik Zabrze                    | Polonia    | 1996-1999 |
| Wisła Cracovia                   | Polonia    | 1999-2008 |
| →1. FC Kaiserslautern (préstamo) | Alemania   | 2003-2005 |
| → Southampton FC(préstamo)       | Inglaterra | 2005-2006 |
| → A.C. Chievo Verona (préstamo)  | Italia     | 2006-2007 |
| Cádiz CF                         | España     | 2008      |
| APOEL FC                         | Chipre     | 2008-2010 |
| Apollon Limassol                 | Chipre     | 2010-2011 |
| GKS Bełchatów                    | Polonia    | 2011-2012 |
| Wisła Cracovia                   | Polonia    | 2013      |

## Palmarés

### Campeonatos nacionales
| Título                     | Club           | País    | Año              |
| -------------------------- | -------------- | ------- | ---------------- |
| Ekstraklasa                | Wisła Cracovia | Polonia | 2001, 2003, 2008 |
| Copa de Polonia            | Wisła Cracovia | Polonia | 2002, 2003       |
| Supercopa polaca de fútbol | Wisła Cracovia | Polonia | 2001             |
| Primera División de Chipre | APOEL FC       | Chipre  | 2009             |
| Supercopa de Chipre        | APOEL FC       | Chipre  | 2009             |